# Parti Kuen-Nyam du Bhoutan
Le Parti Kuen-Nyam du Bhoutan ; littéralement Parti tous-égaux du Bhoutan (en dzongkha : འཐུག་ ཀུན་ མཉམ་ ཚོགས་ པ་ ; en anglais : Bhutan Kuen-Nyam Party abrégé BKP) est un parti politique social-démocrate bhoutanais ayant existé de 2013 à 2023.

## Histoire
Le Parti Kuen-Nyam du Bhoutan (BKP) est enregistré auprès de la commission électorale du Bhoutan le 3 janvier 2013. Il devient alors le troisième parti politique enregistré du pays.
De 2013 à 2017, le BKP est dirigé par Sonam Tobgay. Le 29 mai 2017, Neten Zangmo lui succède à la présidence du parti, elle démissionne en 2020 et est remplacée par Sonam Tobgay, alors vice-président jusqu'à la tenue d'un nouveau congrès du parti.
En janvier 2023, le BKP soumet à la commission électorale du Bhoutan une demande de dissolution, à la suite de l'échec pendant plusieurs années à nommer un nouveau président et aux difficultés à trouver des candidats pour les élections législatives de 2023. Celle-ci est effective le 23 janvier 2023,.

## Idéologie
Selon sa charte, le BKP adopte une idéologie social-démocrate.
Le BKP est favorable au mariage homosexuel. Il a notamment inclus les droits des personnes LGBT+ dans son programme pour les élections législatives de 2018.

## Résultats électoraux
| Année | Premier tour | Premier tour | Premier tour | Second tour  | Second tour  | Second tour  | Sièges | +/-        | Position            |
| Année | Voix         | %            | Rang         | Voix         | %            | Rang         | Sièges | +/-        | Position            |
| ----- | ------------ | ------------ | ------------ | ------------ | ------------ | ------------ | ------ | ---------- | ------------------- |
| 2018  | 28 473       | 9,78         | 4e           | Non qualifié | Non qualifié | Non qualifié | 0 / 47 | Parti créé | Extra-parlementaire |